# Castricius Firmus
Castricius Firmus war ein römischer Philosoph. Er lebte im 3. Jahrhundert und gehörte der neuplatonischen Philosophenschule in Rom an, die von Plotin geleitet wurde.
Castricius war in der Schule Plotins ein Mitschüler des Porphyrios, von dem alle Informationen stammen, die sich mit Sicherheit auf ihn beziehen. Vermutlich ist er mit dem Firmus gleichzusetzen, den der spätantike Neuplatoniker Damaskios als Verfasser eines Kommentars zu Platons Dialog Parmenides erwähnt. Dieser Kommentar wurde, wie Damaskios berichtet, in der neuplatonischen Philosophenschule von Athen noch im späten 5. Jahrhundert konsultiert, als Marinos von Neapolis dort Schulleiter (Scholarch) war. Marinos schätzte das Werk, Damaskios hingegen hielt wenig von der Parmenides-Interpretation des Firmus.
Wie Porphyrios in seiner Lebensbeschreibung Plotins berichtet, war Castricius außergewöhnlich kultiviert und in der Nähe von Minturnae begütert. Er verehrte Plotin und unterstützte ihn materiell. Mit Porphyrios verband ihn eine enge Freundschaft. Er war ein eifriger Mitarbeiter des Amelios Gentilianos, der zu den maßgeblichen Persönlichkeiten in Plotins Schule zählte. Als Plotin 270 in Kampanien starb, hielt sich Castricius in Rom auf. Porphyrios widmete ihm seine Abhandlung „Über die Enthaltung vom Beseelten“, in der er für den Vegetarismus eintrat. Castricius hatte sich von dieser Ernährungsweise abgewandt, was ihm Porphyrios verübelte.
In der Forschung ist vermutet worden, dass Castricius mit dem reichen Kaufmann Firmus identisch sein könnte, einem Freund der Zenobia, der Herrscherin von Palmyra, die sich dem Kaiser Aurelian widersetzte. Nach Angaben der Historia Augusta organisierte Firmus in Ägypten eine Rebellion gegen Aurelian und wurde nach der Niederschlagung der Revolte auf Befehl des Kaisers hingerichtet. Die Identitätshypothese ist allerdings spekulativ, und es ist zweifelhaft, ob es sich bei dem angeblichen Rebellen Firmus überhaupt um eine historische Persönlichkeit handelt.